# Genet Getaneh

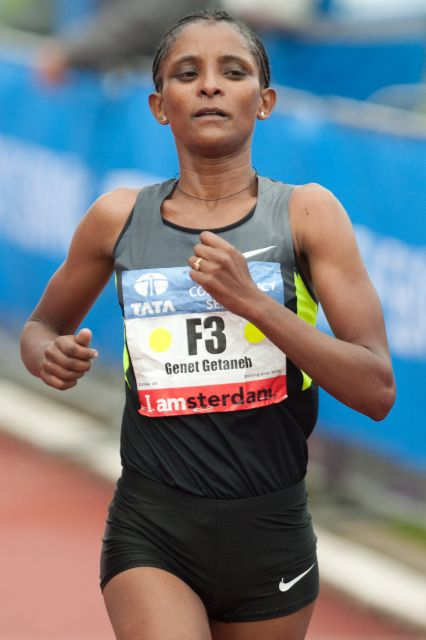
Genet Getaneh 2012 in Amsterdam

Genet Getaneh (* 6. Januar 1986) ist eine äthiopische Langstreckenläuferin, die sich auf Straßenläufe spezialisiert hat.
2008 wurde sie Dritte beim Paris-Halbmarathon, Vierte bei den Halbmarathon-Weltmeisterschaften in Rio de Janeiro und Zweite beim Delhi-Halbmarathon mit ihrer persönlichen Bestzeit von 1:08:18 h.
Im Jahr darauf wechselte sie auf die volle Distanz und wurde jeweils Fünfte beim Dubai-Marathon und beim Berlin-Marathon. 2010 wurde sie Achte beim Dubai-Marathon und gewann den Zevenheuvelenloop.

## Persönliche Bestzeiten
- 5000 m: 15:42,66 min, 28. Mai 2006, Hengelo
- 10.000 m: 32:09,50 min, 26. Juni 2007, Valkenswaard
- 10-km-Straßenlauf: 31:28 min, 9. November 2008, Neu-Delhi	(Zwischenzeit)
- 15-km-Straßenlauf: 47:54 min, 21. November 2010, Nijmegen
- Halbmarathon: 1:08:18 h, 9. November 2008, Neu-Delhi
- Marathon: 2:26:37 h,	16. Januar 2009, Dubai